# Christmas & Chill
Albums de Ariana Grande
My Everything
(2014) Dangerous Woman
(2016)
Christmas & Chill est le troisième EP de la chanteuse américaine Ariana Grande, sortie le 18 décembre 2015 en téléchargement numérique partout dans le monde sous le label Republic. Tout comme Christmas Kisses, le premier EP de la chanteuse, le thème de cet EP est la fête de Noël.

## Production
Le 16 décembre 2015, Ariana Grande révèle via l'application Snapchat plusieurs extraits de nouvelles chansons. Alors que certains en déduisent que ces chansons sont extraites de son futur troisième album, Dangerous Woman, elle révèle par la suite qu'elles figureront en fait sur un EP spécialement préparé pour la fête de Noël, comme l'était son premier EP, Christmas Kisses, en 2013.
Quelques heures après, Ariana révèle la sortie imminente de l'EP, en effet ce dernier sera disponible en téléchargement deux jours seulement après son annonce et contrairement à son prédécesseur, il ne contiendra aucune reprise, seulement des chansons originales. 

## Liste des titres
| No | Titre                 | Auteur | Durée |
| -- | --------------------- | ------ | ----- |
| 1. | Intro                 |        | 1:05  |
| 2. | Wit It This Christmas |        | 2:41  |
| 3. | December              |        | 1:56  |
| 4. | Not Just On Christmas |        | 2:02  |
| 5. | True Love             |        | 2:46  |
| 6. | Winter Things         |        | 2:38  |